# Teegalpahad
Teegalpahad es una ciudad censal situada en el distrito de Mancherial en el estado de Telangana (India). Su población es de 12656 habitantes (2011). Se encuentra a orillas del río Godavari.

## Demografía
Según el censo de 2011 la población de Teegalpahad era de 12656 habitantes, de los cuales 6631 eran hombres y 6025 eran mujeres. Teegalpahad tiene una tasa media de alfabetización del 68,04 %, superior a la media estatal del 76,51%: la alfabetización masculina es del 88,27%, y la alfabetización femenina del 58,76%.